# Las chicas sólo quieren sumar
Las chicas sólo quieren sumar, llamado Girls Just Want to have Sums en la versión original, es un episodio perteneciente a la decimoséptima temporada de la serie animada Los Simpson, emitido originalmente el 30 de abril de 2006 y el 19 de noviembre de 2006 en Hispanoamérica. El episodio fue escrito por Matt Selman y dirigido por Nancy Kruse. Frances McDormand fue la estrella invitada, interpretando a Melanie Upfoot. En este episodio, la Escuela Primaria es segregada por género, por lo que Lisa debe disfrazarse de niño para recibir una educación adecuada.

## Sinopsis
Todo comienza cuando los Simpson y otros habitantes de Springfield van a ver Itchy & Scratchy: El Musical. El show muestra al gato y al ratón haciendo lo que mejor saben hacer, pero todo cantado. La audiencia queda asombrada por la actuación, y aplaude a los actores. Julianna, la directora, sube al escenario, acompañada por el director Skinner. Skinner cuenta que Julianna había sido alumna de la Escuela Primaria de Springfield, pero que, como era una chica, no era muy buena en matemáticas. Todos quedan sorprendidos y Skinner trata de defenderse a sí mismo, pero solo logra empeorar la situación, y termina siendo echado del lugar. 
Al día siguiente, las maestras de la Primaria de Springfield y otras mujeres hacen una protesta fuera de la escuela contra los dichos de Skinner, lo cual no le gusta nada al Superintendente Chalmers. Skinner le asegura que se haría cargo de la situación y hace una conferencia en el salón de auditorio de la escuela, invitando a todas las mujeres de la protesta a ver la conferencia. Allí, trata de traer paz usando una falda y diciendo que los hombres y las mujeres eran iguales, pero no idénticos. Nada de lo que dice tiene efecto sobre las mujeres, por lo que comienza a desesperarse y se desmaya sobre el escenario. En ese momento, Chalmers sube al escenario y les presenta a la nueva directora de la escuela, una mujer. En su primer acto como directora, ella separa a los niños y a las niñas en dos escuelas distintas. La medida es tomada de diferentes formas. 
Al día siguiente, Otto lleva a las niñas a su nueva escuela, y, luego, a los niños a la suya. Lisa parece sentirse como en casa al entrar en la escuela para niñas, con las lapiceras de pluma, los cuadros de mujeres famosas, la pintura rosa y otras cosas femeninas. Un día tiene una clase de matemática, cuya maestra era la directora de la escuela. Sin embargo, en lugar de hacer cuentas y resolver problemas matemáticos, la mujer comienza a hablar sobre los sentimientos y la magia de los números. Lisa, asombrada, le pregunta a la maestra cuándo harían problemas, pero la profesora le responde que los problemas eran parte de lo que los varones veían en matemática. Desilusionada por el nuevo contenido de una de sus materias favoritas, Lisa decide saltar la pared hacia la escuela de varones, la cual estaba llena de lobos , de vehículos quemados y graffitis en las paredes. La niña entra en una de las aulas y ve una clase de matemática, la cual estaba siendo enseñada tal cual ella quería. Pronto es atrapada por Skinner, quien era ahora un asistente del jardinero Willie, y es obligada a irse. 
Luego de una charla con Marge (donde le contó una historia en donde salía en la playa haciendo matemáticas, pero Homer  de  joven con un Buggy de playa  le invitó a ir a dar una vuelta y ella se fue con él), Lisa decide disfrazarse de varón, y se cambia el nombre a Jake MuyHombre /Jake Chicarrón (a quien toda la escuela le dice Excusado); luego, ingresa a la escuela para niños. En la clase de matemática, es superada por Martin, pero se siente feliz al haber aprendido algo nuevo. Desafortunadamente, el estar con los varones significa tener que actuar como ellos. Sin querer, entra en una pelea con Nelson y, aunque trata de usar su inteligencia para escapar de la situación, es golpeada. 
Cuando Bart vuelve a su casa ese día, feliz de haber visto una pelea, se sorprende al ver a Lisa, todavía vestida como Jake, sentada en su cama y llorando. Bart le pregunta si sus padres sabían algo sobre la situación, y Lisa le dice que no, ya que si les decía algo, no le permitirían volver a la escuela para niños. Bart siente lástima por su hermana y le dice que le enseñaría a actuar como un niño. 
Con la ayuda de Bart, Lisa comienza a actuar como un varón, lo cual incluía pelearse con Rafa/Ralph. Sin embargo, le iba muy bien en la clase de matemática. Finalmente, en una ceremonia de premios, se le otorga uno por su gran desempeño en la materia. Allí, Lisa aprovecha para mostrarle su verdadera identidad a toda la escuela, y explica por qué había tenido que disfrazarse. Bart se pone de pie y les dice a todos los presentes que Lisa era buena en matemática solo porque estaba actuando como un varón. Enojada al escuchar esto, Lisa le arroja su premio a Bart, pero termina golpeando a Ralph. Sorprendida por su impulso varonil, Lisa se disculpa con Ralph y luego decide "sacar fuera" sus impulsos masculinos, y deja de manera altanera el escenario para que Martin toque su flauta. Pero mientras Martin cantaba, Lisa aprovecha en golpear a Martin con una silla. Finalmente, queda asumido que Skinner vuelve a ser el director de la escuela, la cual vuelve a unirse.